# Meudjieu
Meudjieu est un village du Cameroun situé dans le département des Hauts-Plateaux (Région de l'Ouest), en pays Bamiléké. 
Il fait partie du groupement de la commune de Bangou.

## Localisation
Meudjieu se situe à l'extrême sud du département des Hauts-Plateaux dans la région de l'ouest du Cameroun. Avant 1993, Meudjieu comme tous les dix autres villages du groupement Bangou appartenait au département de la Mifi. Le village s'étend entre 5° 14′ 57″ Nord, 10° 23′ 57″ Est.
Le village est limité au nord par Touzo, à l'est par Baloumgou, au sud par Ndengso, à l'ouest par Kepche. Il compte cinq quartiers : Ndemgieu, To'o Meudjieu , Zeuzieueh, Tchela, Nka'agweuh. Chaque quartier est administré par un chef de quartier nommé par l'administration.

## Climat
Le climat est de type subéquatorial de mousson à dominante humide et fraîche, à une saison de pluie allant du mois de mars au mois de novembre. La température annuelle moyenne est de 19,6 °C, pour une hauteur de précipitations moyennes de 1 905 mm3. Nous avons deux types de saisons : une saison de pluies (mars-octobre) et une courte saison sèche (novembre-février).

## Végétation
La prairie représente l'essentiel de la végétation dans le village Meudjieu . Dans les vallées, les plantes de raphia constituent une bonne partie de la végétation. Les bambous issus de raphia constituent la matière première pour la confection des meubles (lits, chaises, tables) d'une part et pour la fabrication du vin de raphia (un breuvage de couleur blanchâtre) largement apprécié par les villageois. Les raphias ont une forte propriété leur permettant de stocker d'énormes réserves d'eau, ce qui favorise une agriculture qui s'étend tout au long de l'année, même en saison sèche.

## Accès, transport
L'accès au village se fait par trois axes routiers, l'axe Tchitchi - Meudjieu , l'axe Bangou-Ville - Meudjieu , et l'axe Bangou-carrefour - Meudjieu .
Le transport est assez peu développé et dominé par les motos-taxis. Le village est aussi desservi par des taxis inter-urbains pour Bafoussam, la capitale régionale de l'Ouest. Le coût du transport varie selon les distances. Ainsi pour les axes :
- Tchitchi - Meudjieu (environ 2 km), il faut prévoir 250 FCFA (0,38 €)
- Bangou-carrefour - Meudjieu (environ 3 km), il faut prévoir 250 FCFA (0,38 €)
- Bangou-Ville - Meudjieu (environ 10 km), il faut prévoir 500FCFA (0,76 €)

## Art et culture
Les Meudjieu sont des artisans-forgerons. Ils maîtrisent l’art de la forge et se sont constitués en castes des forgerons. On les appelle les Ta’aloh en langue Bangou. Les plus connus sont Mbah Ta’aloh SOP NGUEDO avec ses descendants qui se sont installés à Baloungou, ka’agweu, Tchitchi etc. 
Les Ta’aloh sont des habiles fabricants de lances, couteaux et armes de guerre. Par le passé, ils constituaient une puissante armée autour du Chef Meudjieu et assurait  la sécurité du vaste territoire de la puissante chefferie qui couvrait à l’époque, les sites actuels de: Tchela, Meudjieu, Nzeuzieueh, Ka’agueu et jusqu’à la limite du village Bayangam.
Avec l’avènement de l’indépendance dans les années 50 à 60, la quasi-totalité des concessions du village Meudjieu fût brûlée.
Sur le plan touristique, Meudjieu dispose d’un potentiel touristique encore mal exploité à l'instar de:
- la Piste des Esclaves
- Nsoo- Mieuhe
- Nkouo - Ndjeube
- Tchèh - Kock

Le Mbieu-heu (fruit noir) est le fruit principale des Meudjieu
Le Taro (avec sauce jaune) le met principal

## Histoire
Les origines et l’anthropologie du village Meudjieu reposent d’abord sur la tradition orale, résultante de récits étiologiques, historiques, de souvenirs personnels, de commentaires, de témoignages, de proverbes, de chansons populaires, de codes et symboles, d’assertions et autres informations d’ordre généalogique et dynastique.

### Origines selon la tradition orale
Selon la tradition orale, plusieurs thèses s'opposent et se complètent sur l'origine du village Meudjieu.
Pour la première, Meudjieu s'est fondé autour de la famille Fieueh Nganwouoh (le Chef qui refusa la gifle), venu de Bamena (dans la famille Fieueh Nguieupah).
Pour la seconde thèse, Meudjieu a été fondé par un peuple venu de la vallée du Mbam, qui est passé par Bangoulap dans le Ndé.
Toutefois, ces thèses ressortent une distinction des origines de Meudjieu et de Bangou dont les origines remontent dans la Menoua. Selon elle, Bangou a été fondée par des chasseurs venus de Fokamezo'o dans la Menoua (Dschang). Selon la tradition orale, les chasseurs sont venus de Fokamezo dont un certain Kouagoung dans le groupement Bafou dans la Menoua. Lorsqu'ils sont arrivés, ils trouvèrent une terre riche avec beaucoup de gibier. C'est alors qu'ils s'installèrent (environ 300 personnes, selon l'histoire) sur cette terre pour exploiter les richesses offertes par la nature. À cette époque, Meudjieu et Dengnieup étaient déjà des villages autonomes et bien organisés.
Lorsque les chasseurs venus de Fokamezo sont arrivés à Bangou, ils se sont rendu compte que Meudjieu était une société bien organisée autour d'un chef, des notables, des soldats et le reste de la population. Ils se sont rapprochés du chef Fieuh Nganwouok et de sa population par la ruse ; en partageant avec eux, le plus souvent, leurs produits de chasse. Gagnant ainsi la confiance de la population, ils proposèrent au chef Meudjieu de construire une case à palabres dans laquelle devront se tenir les réunions du village. Il se décidèrent alors de construire ensemble cette case du peuple. Les notables précisent que les différentes parties de la case étaient construites séparément (murs, plafond, toit) avant d'être assemblées.
Une fois terminées, les différentes parties devraient être rassemblées pour constituer la case complète. Les quatre murs étaient ensuite soulevés et fixés aux poutres implantées dans les quatre coins de la case.
Au moment de lever la case (murs faits en bambou), ils proposèrent au chef Meudjieu et à ses soldats de se mettre du côté intérieur de la future case pour tirer les murs grâce aux cordes et eux, de l'extérieur, devaient aussi les soulever. Sans se douter de rien, ensemble, ils levèrent trois des quatre murs. Arrivés au dernier, les soldats Meudjieu proposèrent de créer des ouvertures avant de la levée du quatrième mur, afin qu'ils ne restent pas coincés une fois les quatre murs scellés. Les ravisseurs les convainquirent qu'aucun problème ne surviendrait et que les ouvertures seraient faites à l'aide des machettes une fois les murs scellés et ils pourraient donc sortir sans difficulté. C'est ainsi que les soldats Meudjieu furent faits prisonniers et soumis, puis brûlés vifs par la ruse de ces chasseurs.
Constatant que ses soldats étaient pris au piège, le chef Fieuh Nganwouok s'échappa et se cacha dans les raphias pendant quelques jours. Pour avoir la vie sauve, les ravisseurs l'obligèrent à céder sa chefferie (site de la chefferie Bangou actuelle) pour aller s'établir un peu plus loin (site actuel Meudjieu, environ 500 m).

### Quelques conflits connus
En 1949, le Chef Tchouanhou de Meudjieu a porté plainte contre le Chef Niep (Fieuh Seukep). En effet, le chef Seukep s'était rendu compte que les instruments traditionnels (Ni'ih) du chef Meudjieu, retentissaient avec une portée au-delà du village et, meilleur que les siens. Lors d'une cérémonie funéraire à La'ahgweuh où Fieuh Meudjieu était invité à jouer ses instruments, Fieuh Seukep envoya ses hommes confisquer ces instruments. Pour cette raison, Fieuh Meudjieu porta plainte contre Fieuh Seukep. Le jugement fut rendu au tribunal Dschang (Capitale coloniale de l'Ouest à cette époque). La justice somma alors Fieuh Seukep de rendre ces instruments à son propriétaire (Fieueh Nganwouoh).

### Années marquantes
Vers les XVIe et  XVIIe siècles, les Meudjieu ont été soumises par la ruse et la force (l'année exacte n'est pas connue).
En 1949, le Chef Meudjieu a remporté le différend qui l'opposait au Chef Nieup sur la confiscation des instruments de danses traditionnelles.
En 1967, Meudjieu a été divisé par l'administration coloniale en plusieurs blocs (un arrêté du Minadt existe en ce sens) pendant que le Chef Meudjieu se trouvait en prison de 1965 à 1972. La connaissance de cet arrêté remonte en 2014 lors d'un discours du Sous-préfet de Bangou sur la place du Village.

## Chefferie traditionnelle
La chefferie traditionnelle Meudjieu est la première chefferie dans le groupement Bangou, sinon la plus ancienne.

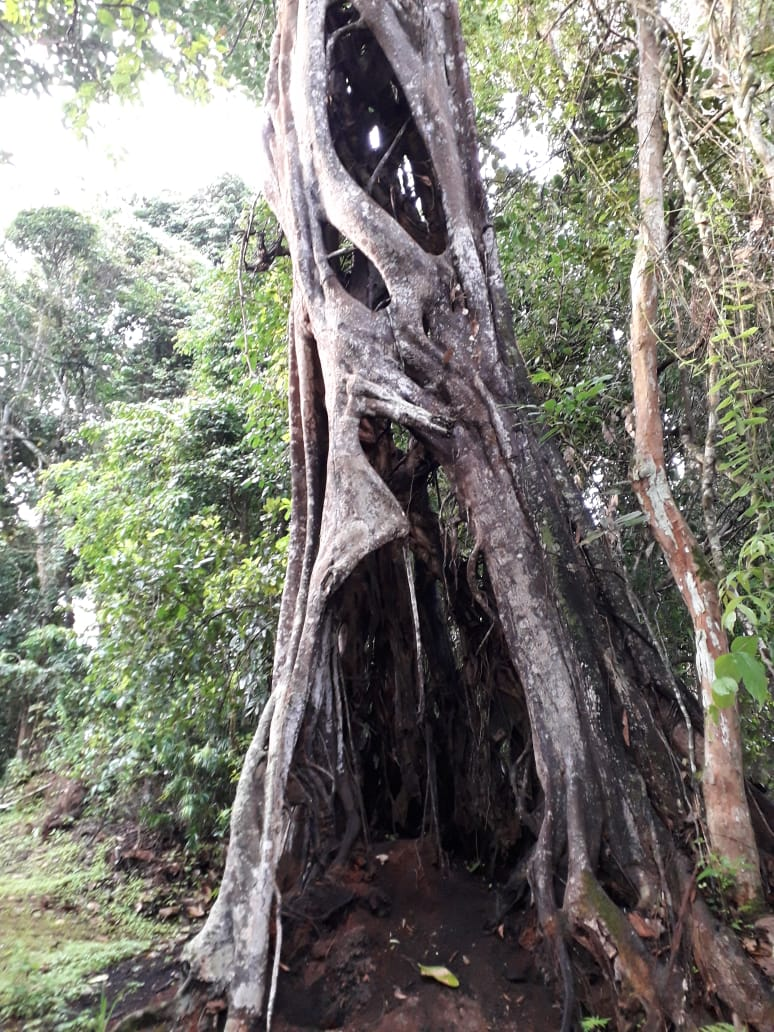
Arbre sacré, environ 400 ans

Le chef Meudjieu (Fieuh Nganwouok) a été contraint de changer son site après soumission. Il a conservé avec accord de l'envahisseur un site près de la forêt sacrée de la chefferie Bangou. Ce site, lieu sacré où se trouvent les ancêtres constitue le point de départ pour toute cérémonie coutumière à la chefferie Meudjieu. De nos jours, la chefferie Meudjieu de Fieuh Nganwouok est dépositaire de la tradition dans le village Meudjieu qui est aussi divisé en plusieurs blocs ou quartiers dont Meudjieu - Ndemgieu, Meudjieu - Deup-La'ah (To'o Meudjieu), Meudjieu - Tchela, Nka'agweuh, Nzeuzieuh.

### Quelques chefs connus
- Chef Originel, Guérisseur (Non identifié)
- Nguiesseu
- Djo'osseu
- Kouamou ou Kouahou
- Djepang
- Tchouanhou ou Tchouamou
- Djouohou
- Tchouangoua

## Personnalités
- Théodore Ndatouo, Député, Vice-Président à l'Assemblée Nationale du Cameroun
- Colonel Djonkep Meyomi Frédérec, général de brigade, commandant de la 3e région militaire interarmées (RMIA3) à Garoua, chargé de garantir la sanctuarisation du Cameroun face aux infiltrations des éléments de Boko Haram à l'ouest de sa région et ceux de la Séléka à l'est de la même région
- M. Tchindjou Célestin, opérateur économique

## Infrastructures

### Enseignement
Meudjieu compte :

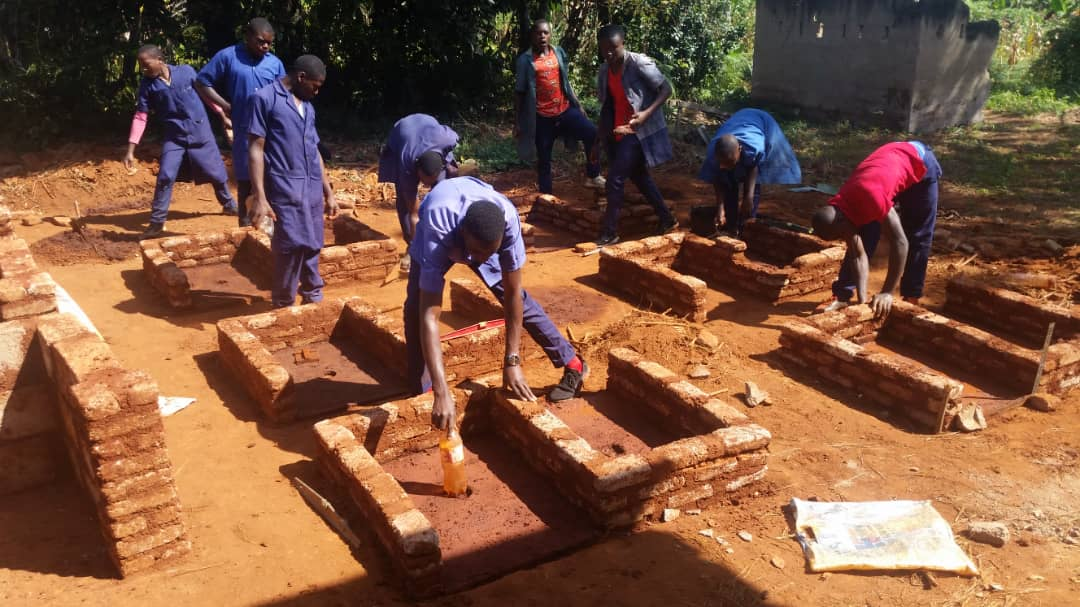
Elèves du CETIC de Meudjieu lors d'un atelier de maçonnerie

- une école primaire à Meudjieu - Deumgieu(Ka'aha Meudjieu) ;
- une école à Tchela ;
- un CETIC à Meudjieu - Deupwak (Tou'oh-Meudjieu)

### Santé
Il existe un Centre de Santé à Meudjieu - Tchela.

## Ressources

### Eau
L'adduction d'eau potable est précaire. Meudjieu ne compte aucun point d'eau potable pour les villageois. L'environnement offre une possibilité de captage d'eau de surface à partir de Nko'ohkièh.

### Électricité
Une campagne promotionnelle permettant l'électrification de masse a été mise en place entre 2012 et 2014. À travers cette campagne, quelques foyers ont été électrifiés. Les souscriptions sont restées malheureusement à un état embryonnaire du fait de coût d'accessibilité assez élevé pour les villageois.